# Гвадалахара (Іспанія)
Гвадалахара (ісп. Guadalajara) — місто і муніципалітет в центральній частині Іспанії в історичній області Ла-Алькаррія, адміністративний центр провінції Гвадалахара. Місто розташоване приблизно за 60 км від Мадрида на березі річки Енарес, його населення станом на 2006 рік становило 75 тис. мешканців.

## Відомі люди
- Антоніо Буеро Вальєхо (1916—2000) — іспанський драматург
- Хуан Карлос Мартін Коррал (* 1988) — іспанський футболіст.

## Релігія
- Центр Сігуенсо-Гвадалахарської діоцезії Католицької церкви.